# Пепел и снег
Пепел и снег (Ashes and Snow) — выставка-инсталляция, созданная канадским художником Грегори Кольбером (Gregory Colbert), — составлена из фотографических работ, кинофильмов и материалов, выстроенных в форме повествования в письмах. Она переезжает с места на место, где размещается в Кочующем музее (Nomadic Museum), временной постройке, возводящейся исключительно с целью размещения экспозиции. Работа Кольбера посвящена изучению общей для человека и животных способности к поэтическому восприятию. Выставку Пепел и снег принимали Венеция, Нью-Йорк, Санта-Моника, Токио и Мехико, где её посетили более 10 миллионов человек и она стала самой посещаемой экспозицией, устроенной при жизни автора, за всю историю человечества.

## Описание
Каждая выставка включает более пятидесяти крупномасштабных фотографических работ и три киноинсталляции. Все фотографические работы нанесены энкаустическим (относящимся к живописи восковыми красками) методом на японскую бумагу ручной выделки, размером примерно 3,5 на 2,5 метра. Посетители выставки имеют возможность просмотреть один полнометражный фильм продолжительностью 60 минут, снятый на 35-миллиметровую плёнку, и два коротких фильма в стиле «хайку». Ни в одной из фотографических работ и ни в одном из кинофильмов не использовались цифровой коллаж или наложение изображений.
Фильмы представляют собой скорее поэтические сказания, чем документальные плёнки. Полнометражную кинокартину Пепел и снег монтировал Пьетро Скалия, дважды получивший премию Оскара. Текст читают Лоренс Фишберн (в английской версии), Энрике Роха Архивная копия от 16 декабря 2008 на Wayback Machine (в испанской версии), Кэн Ватанабэ (в японской версии) и Жанна Моро (во французской версии). Готовятся также выпуски, дублированные на португальский, русский, китайский, арабский, немецкий и итальянский языки. В музыкальном оформлении фильма принимали участие Майкл Брук, Дэвид Дарлинг, Хайнер Геббельс, Лиза Джеррард, Лукас Фосс, Нусрат Фатех Али Хан и Дживан Гаспарян.
Название Пепел и снег относится к литературному компоненту выставки — к повествованию о вымышленном персонаже, совершающем путь продолжительностью в один год и сочиняющем 365 писем своей жене. Текст кинофильмов составлен из отрывков этих писем. Пепел и снег: повествование в письмах (Ashes and Snow: A Novel in Letters) Грегори Кольбера была впервые опубликована в 2004 г.
Начиная с 1992 г., Грегори Кольбер организовал более 60 экспедиций в различные страны, в том числе в Индию, Бирму, Шри-Ланку и Египет, на Доминику, в Эфиопию и Кению, на острова Тонга, в Намибию и в Антарктику, где проводилась кино- и фотосъёмка общения людей с животными. В числе запечатлённых им животных — слоны, киты, ламантины, священный ибис, индийские журавли, королевские орлы, кречеты, пегие птицы-носороги, гепарды, леопарды, африканские дикие собаки, каракалы, бабуины, антилопы-канны, сурикаты, гиббоны, орангутаны и солоноводные крокодилы. В числе персонажей его фильмов — бирманские монахи, кружащиеся в экстатическом танце дервиши, люди из племени Сан, из других племен аборигенов, обитающих во всех концах света. На сегодняшний день Кольберу довелось работать с более чем 130 видами животных.
Выставка Пепел и снег впервые открылась в 2002 г. в венецианском Арсенале. Шоу заслужило самые положительные отзывы как критиков, так и посетителей. В своей статье, опубликованной газетой Нью-Йорк Таймс в 2002 г., Алан Райдинг следующим образом отозвался о выставке работ Грегори Кольбера в Венеции: «Фотографии в тонах умбры и сепии напечатаны на японской бумаге ручной выделки, но сила этих изображений связана скорее не с их формальной красотой, а с их способностью погружать зрителя в своё, особое настроение. Фотографии не сопровождаются какими-либо подписями — вопрос о том, когда и где они были сделаны, неважен. Они становятся окнами в мир, где тишина и терпение преодолевают время».

## Кочующий музей
Идея постоянно переезжающего музея пришла к Кольберу в 1999 г. Он представил себе такое сооружение, которое могло бы быть оперативно собрано или утилизировано на новом месте и служило бы архитектурным компонентом инсталляции, совершающей кругосветное путешествие.

## Отзывы критиков
Инсталляция Пепел и снег Грегори Кольбера привлекла внимание авторов программ большинства крупнейших телевизионных компаний Северной Америки, Латинской Америки, Европы, Азии и Африки, в том числе таких, как CNN, CNN en Español, CNN International, BBC International, EuroNews, Televisa (Мексика), TV Azteca (Мексика), TVE (Испания), ABC, NBC, CBS, A&E, RTVi (Россия), TV Globo (Бразилия), Fuji TV (Япония), NHK (Япония), PBS, RAI TV (Италия), Fox News, CTV (Канада), CBC (Канада), CCTV (Китай), ZDF (Германия), IRI TV (Иран) и TBS (Япония).
- «Родился новый мастер» — журнал Photo, 2005 г.[4][5]
- «Мы (мексиканцы) теперь сможем обнаружить нечто, чего мы никогда ещё не видели — храм света, пространства и волшебной тишины… Войдя в музей, становишься его частью; покидая его, оставляешь в нем часть себя». — Хоакин Лопес-Дорига в передаче Noticieros Televisa, 2008 г.[6]
- «Его потрясающие работы в тонах умбры и сепии… документировали целую череду прекрасных созданий, проходивших перед его волшебным объективом… Несмотря на кажущуюся трезвость, это — экстатическое пространство, а инсталляция — чистый дзен… Похоже на увеличенную часовню Ротко». — Wall Street Journal, 2005 г.[7]
- «Сила этих изображений связана скорее не с их формальной красотой, а с их способностью погружать зрителя в своё особое настроение… Фотографии… становятся окнами в мир, где тишина и терпение преодолевают время». — New York Times, 2002 г.[3]
- «На его фотографиях… животные и люди будто движутся в космическом танце, наполненном ритмической красотой и зрительными образами, выходящими за обычные рамки мира категоризаций, разделения на „нас“ и „их“, — в более возвышенный мир». — Camera Arts, 2005 г.[8][9]
- «Лучшее из лучшего». — Vanity Fair, 2006 г.[10]
- «В Пепле и снеге нет столкновения видов; есть мир, в котором человек и животные мирно сосуществуют и обмениваются снами». — Los Angeles Times, 2006 г.[11]
- «Токио — настолько искусственное пространство, что мы, населяющие его, можем постепенно потерять ощущение жизни в естественном мире и, приходя в Кочующий музей, заново испытываем тёплые чувства, которые некогда переживали, находясь наедине с природой. Музей — пространство, где нам вспоминается, кто мы такие на самом деле». — Asahi Shimbun, 2007 г.[12]
- «Волшебное, таинственное путешествие». — Life, 2005 г.[13]
- "Посреди Сокало вырос бамбуковый музей. Его корни уходят в небо, а внутри него кроется захватывающая тайна: выставка Пепел и снег. — Reforma, 2008 г.[14]
- «Выдающееся достижение,… монументальное во всех отношениях». — Condé Nast Traveler, 2005 г.[15]
- «Фотографии покоряют своим духовным аскетизмом… Непреходяще, и в то же время своевременно до изысканности.» — Newsday, 2005 г.[16]
- «Наиболее впечатляющий аспект фотографий Грегори Кольбера … царящая в них атмосфера покоя, напоминающего сон. Изображения в тонах сепии преисполнены безмятежности». — Smithsonian, 2005 г.[17]
- «Работы Кольбера производят впечатление непреходящих, священных. Они наполнены пронизанной светом, насущной мудростью веков… Работы Кольбера живут в другой, параллельной Вселенной, серьёзной, освежающей, отказавшейся от иронии, где все ещё возможны чистые восхищение и трепет». — The Globe and Mail, 2002 г.[18]
- «Самая оригинальная художественная выставка сезона… парад впечатляющих фотографий». — Town and Country, 2005 г.[19]
- «Экстраординарная выставка». — The Economist, 2006 г.[20]
- «Чарующие фотографии людей и животных… отражающие поразительную гармонию». — Stern, 2006 г.[21]
- «Выставка открывает чудесные перспективы, выходящие за рамки места и времени». — Goethe, 2007 г.[22]
- «Пепел и снег — выражение поэтических возможностей гармонического взаимодействия животных и человека». — Newsweek, 2007 г.[23]
- «Кочующий музей возвращает способность к изумлению посетителям современных музеев, где тени вытеснены чрезмерными четкостью и яркостью. Сила изображений на выставке и впечатление, которое производит здание, нераздельны, как танцор и его танец. Кольбер настраивает восприятие посетителей, способствуя их психологическому погружению в пространство фотографий и внушая им, что человек не отделен и не может быть отделен от природы, в которой он развился. В нашу агностическую и циничную эпоху это сооружение становится местом, где начинаешь чувствовать и верить с новой остротой. „Пепел и снег“ — обезоруживающе и величественно простая выставка». — Modern Painter, 2005 г.[24]
- «Почти неизвестный всего два месяца тому назад, Грегори Кольбер влетел в мир искусства подобно метеориту» —L’Express, 2002 г.[25]
- «Сила изображений… вечна и священна». — Architectural Digest, 2008 г.[26]
- «Его работам свойственно почти сверхъестественное спокойствие». — New York Magazine, 2005 г.[27]
- «Можно сказать, что Грегори Кольбер… нечто вроде современного Ноя». — The Villager, 2005 г.[28]
- «Траектория Грегори Кольбера… сюрреалистична». — El País, 2008 г.[29]
- «Нет возможности точно перевести английское слово „bliss“ на итальянский язык. Но именно это слово точно выражает сущность выставки Пепел и снег». — La Repubblica, 2002 г.[30]
- «Чувствуется спокойное течение времени, свойственное природе, но утраченное современным обществом». — Asahi Shimbun, 2007 г.[12]